# براساکرتا
براساکرتا (به اسپانیایی: Brazacorta) یک شهرستان در اسپانیا است.